# Deep River Boys
Deep River Boys var en amerikansk sånggrupp som bildades i slutet av 1930-talet, och som i olika konstellationer var aktiva ända fram till 1980-talet. De sjöng gospel- och R&B-låtar.
Gruppen bildades när ursprungsmedlemmarna Harry Douglas (baryton), Vernon Gardner (förste tenor), George Lawson (andre tenor), Jimmy Lundy och Edward Ware (bas) träffades i skolkören på colleget Hampton Institute i mitten av 1930-talet. Tillsammans fick de framträda i radio. De fick skivkontrakt 1940 på Bluebird Records, men hade inga större skivföräljningsframgångar förrän Recess in Heaven släpptes 1948. Ungefär samtidigt började gruppens gospelbetonade R&B-genre att tappa i popularitet, och gruppen likaså.
De uppträdde i Sverige 1953, 1954 och 1955.
George Lawson lämnade gruppen 1950. Ed Ware och Vernon Gardner lämnade gruppen 1956. Harry Douglas fortsatte dock att driva Deep River Boys med andra medlemmar ända in på 1980-talet.